# Jamides juliana
Jamides juliana är en fjärilsart som beskrevs av Van Eecke 1914. Jamides juliana ingår i släktet Jamides och familjen juvelvingar. Inga underarter finns listade i Catalogue of Life.